# Cum tacent clamant
Cum tacent, clamant è una locuzione latina che significa "Quando tacciono, gridano".

## Origine
È tratta dalla prima orazione di Cicerone contro Lucio Sergio Catilina (Cic. Catil. 1.21), pronunciata nel 63 a.C. durante il consolato dell'oratore romano.
Il contesto della frase si colloca nel discorso pronunciato da Cicerone davanti al Senato romano, con l'obiettivo di denunciare la congiura ordita da Catilina, accusato di complottare per sovvertire la Repubblica. La frase definisce il silenzio dei senatori non come una manifestazione di indifferenza, bensì come un tacito consenso o una forma di accusa implicita.